# 히가시토키다촌
히가시토키다촌(東外城田村)은 미에현 와타라이군에 있던 촌이다. 현재의 다마키정의 남서부에 해당한다.

## 역사
- 1889년 4월 1일 - 정촌제 시행에 의해 와타라이군 히가시토키다촌이 성립하였다.
- 1955년 4월 10일 - 다마루정, 우다촌의 일부(오아자 가사케・세코・몬젠・사카모토・다니무라・다마가와・오카무라・묘호지・나카라쿠・구보・자쓰마가히로를 제외한 이구라)와 합병해 다마키정이 성립하여, 동일 히가시토키다촌은 폐지되었다.

## 교통

### 도로
현재는 구촌 지역에 이세자동차도 다마키 나들목이 있지만, 당시에는 미개통 상태였다.

## 참고문헌
- 가도카와 일본 지명 대사전 24 三重県